# Kernkraftwerk Almaraz
Das Kernkraftwerk Almaraz ist im Westen Spaniens bei Almaraz in der Extremadura gelegen und besteht aus zwei Druckwasserreaktoren von Westinghouse mit jeweils etwa 1045 MW installierter Leistung. Das Kernkraftwerk produziert etwa neun Prozent der in Spanien benötigten Elektrizität.

## Geschichte

Kernkraftwerk Almaraz

Der Block 1 wurde erstmals am 5. April 1981 kritisch, der Block 2 am 19. September 1983.
Der Kraftwerksblock Almaraz 1 wurde am 1. Mai 1981 erstmals mit dem Netz synchronisiert, Almaraz 2 am 8. Oktober 1983. Den kommerziellen Betrieb nahm der Block 1 am 1. September 1983 und der Block 2 am 1. Juli 1984 auf.

## Kritik
Wiederholt geriet das Kernkraftwerk Almaraz in die Kritik. Das Kraftwerk ist etwa 100 km von Portugal entfernt, so dass dort die Sorge auftritt, bei einem atomaren Zwischenfall in Mitleidenschaft gezogen zu werden, obwohl das Land die Produktion von Atomenergie selber ablehnt. Häufiger Kritikpunkt spanischer und portugiesischer Kritiker des AKW Almaraz ist dessen anhaltender Betrieb, obwohl für 2010 das reguläre Betriebsende vorgesehen war. Die Betriebserlaubnis wurde allerdings bis 2020[veraltet] verlängert.
Als ein defekter Motor einer Pumpe im September 2015 ersetzt wurde, versagte der neue Motor. Daher floss radioaktives Wasser in den Tajo. Als Sicherheitsprüfer danach eine Inspektion vornahmen, verschwieg man ihnen das Problem mit dem schadhaften Bauteil. Ihnen wurde verboten, als sie doch davon erfuhren, es in den Inspektionsbericht aufzunehmen. Deshalb forderten sie öffentlich eine neue Inspektion – erfolglos.
Als die spanische Tageszeitung El País Anfang 2016 vor Problemen mit den Wasserpumpen und der Kühlung warnte, erhielt das portugiesische Umweltamt (Agência Portuguesa do Ambiente, APA) von der spanischen Atomaufsichtsbehörde die Zusicherung, es bestünde keine Gefahr. Die Kühlung funktioniere einwandfrei. Die portugiesische Umweltpartei PAN forderte jedoch die Verabschiedung einer Resolution, die Spaniens Regierung zur Schließung des AKWs auffordere, während im Parlament die PSD, der linke Bloco de Esquerda und die portugiesischen Grünen Besorgnisse über die Sicherheitslage des AKW Almaraz äußerten.

## Daten der Reaktorblöcke
Das Kernkraftwerk Almaraz hat insgesamt zwei Blöcke:
| Reaktorblock | Reaktortyp         | Netto- leistung | Brutto- leistung | Baubeginn  | Netzsyn- chronisation | Kommer- zieller Betrieb | Abschaltung (geplant) |
| ------------ | ------------------ | --------------- | ---------------- | ---------- | --------------------- | ----------------------- | --------------------- |
| Almaraz-1    | Druckwasserreaktor | 1011 MW         | 1049 MW          | 03.07.1973 | 01.05.1981            | 01.09.1983              | (11.2027)             |
| Almaraz-2    | Druckwasserreaktor | 1006 MW         | 1044 MW          | 03.07.1973 | 08.10.1983            | 01.07.1984              | (10.2028)             |